# ガラバンダルの聖母

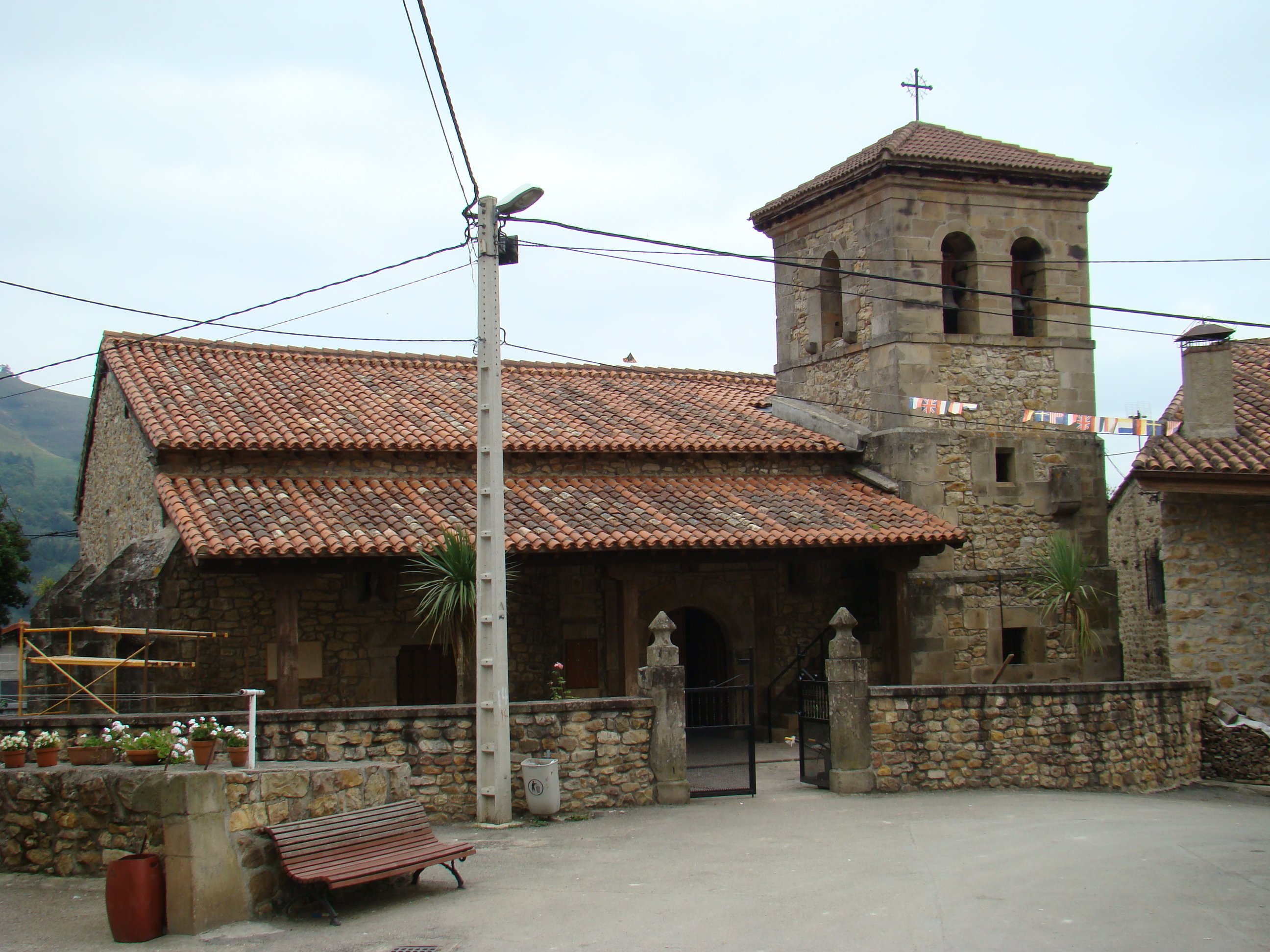
San Sebastián de Garabandal村の教会区にある教会.

ガラバンダルの聖母（ガラバンダルのせいぼ）は、ガラバンダルに聖母マリアが出現したとされる出来事である。
ガラバンダルの出現は広く知られており、スペイン北部、カンタブリア州のペーニャ・サグラ山脈に位置するサン・セバスチャン・デ・ガラバンダルの田舎町で、1961年から1965年にかけて、四人の若い女子生徒に、大天使聖ミカエルが最初に現れ、次に祝されたおとめマリアが現れたとされる。
訪問は千回にもわたり、多くの群衆を引きつけ、超自然的現象をともない、その多くが写真に収められ、何千人もの目撃者がいる。幻視を見たのはマリ・ローリ・マゾン（1949年5月1日 - 2009年4月20日）、ヤシンタ・ゴンザレス（1949年4月27日 - ）、マリ・クルス・ゴンザレス（1950年6月21日 - ）、そしてコンチータ・ゴンザレス（1949年2月7日 - ）である。
この一連のご訪問での祝されたおとめマリアはしばしば「ガラバンダルのカルメル山の聖母」と呼ばれる。それは、聖母の容姿とドレス、髪型が、カルメル山の聖母のご絵によく似ているからである。

## 概要

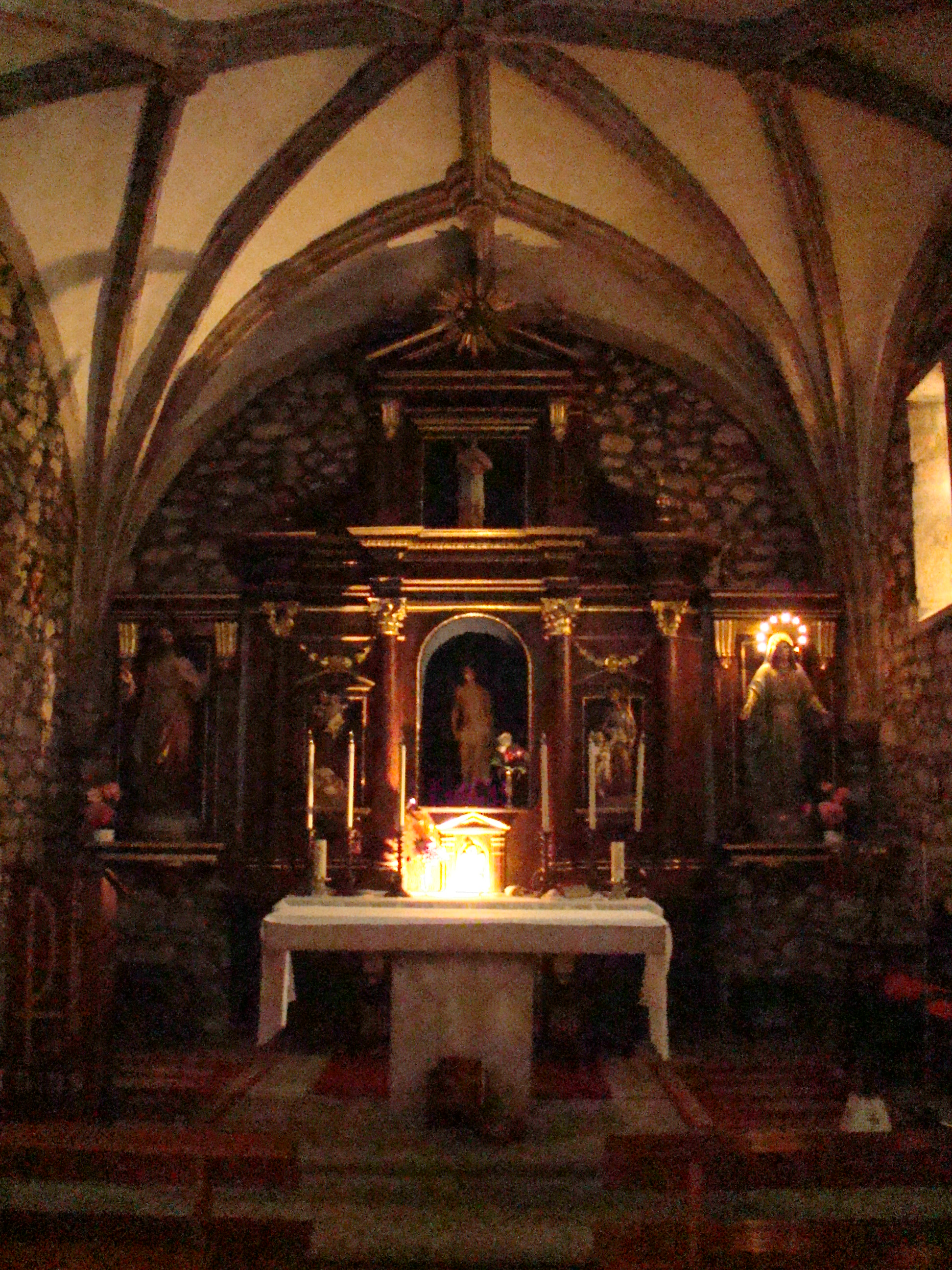
ガラバンダル教区の教会の祭壇

1961年6月18日、この村に住む4人の少女、コンチータ（12歳）、マリ・ローリ(12歳）、ヤシンタ（12歳）、マリ・クルス（11歳）が天使を見たと村民に告げた。信心深い村でもあり、あっという間に噂は広まった。
天使はミカエルを名乗り、ほぼ毎日のように4人に姿を見せた。日を追うごとに野次馬の方も増えていったが、彼らには天使の姿は見えなかった。ただ口々に、少女たちの異様な反応について証言するのみであった。少女たちは恍惚とした表情でひざまずき、首を大きく不自然なまでに後ろへ反らした姿勢のまま、ときには2時間ほど硬直していたという。
7月2日の日曜日には、ガラバンダルの全村民ばかりか、近隣の村々からも群集が押し寄せた。少女たちを先頭にした大行列が教会堂より始まり、奇蹟の場所に着いた時、前回の天使の予告どおりに、2人の天使を従えた聖母マリアが出現した。と言っても、姿を見たのは少女達だけではあった。しかし、後で4人から個別に聞かれた報告内容は一致している。
聖母は純白の衣に薄青のマントをはおり、長い濃茶の髪のうえには王冠をいただいている。顔は面長で、鼻は細い。天使たちも面長で、瞳は黒い。マントは青く、爪は丁寧にも短く切りそろえられていたという。
- 1961年10月18日　第一のメッセージ[1]
『人はたくさんの犠牲と、罪の償いをしなければなりません。また、何回もご聖体を訪問しなければなりません。でも、なによりもまず、善い人になることが必要です。もし、善い人になろうとしないなら、とても大きな罰がわたしたちの上に下るでしょう。さかずきは既に溢れようとしています。ですから、私達が行いを改めなければ、罰がやって来ます。』
- 1962年6月19～20日[2]
少女たちが恐怖のために絶叫した。世界の未来、共産主義の脅威による教会への迫害や核戦争の惨禍としか思えないヴィジョンに。
「神は超自然の領域についての警告をなさるであろう。地上の全ての人はそれを見聞きするであろう。」という聖母のメッセージを受けた。世界が警告を無視し、大いなる奇跡を目の当たりにしても神に立ち返らなければ、神が送られることになる懲罰の場面を眺めた。少女たちのあまりにすさまじい叫び声に周囲の村人たちは恐れ慄いた。
(絶叫の夜に)聖母を見ていたにもかかわらず、私達は非常に苦しみそしてものすごい恐怖で叫んでいる非常に多くの人々を見始めました。聖母は、天罰ではないのですが、これからあたかも教会が消滅するような印象を与える時代になるので、この大試練が来るだろうと私達に説明されました。教会は恐ろしい試練を経験するでしょう。私達は聖母に、この大試練は何と呼ばれるのでしょうかと尋ねたところ、聖母はそれは共産主義ですと私達に告げられました。その後、聖母は全人類に対する大天罰がどのようにやって来るか、そしてそれは直接神から来るであろうことを示されました。全ての動力源と機械類が止まる時がやって来ます。恐ろしい熱波が地球(地上)を撃ち、人は非常に渇きを感じ始めます。死に物狂いで、人々は水を捜し求めますが、水は熱で蒸発します。そして、ほとんど全ての人が絶望的になり、互いに殺し合おうとします。しかし、人々は体力を失い地面に倒れます。そして、これを許可したのは神だけであることが理解されます。そして、私達は炎の真っ只中に群衆を見ました。人々は、湖と海に走って飛び込みました。しかし、水は沸騰するように見え、炎を消す代わりに、炎をさらに燃え立たせるように見えました。非常に恐ろしかったので、私は聖母にこれが全て起きる前に、全ての若い子供達を聖母とともに連れて行ってくれるように頼みました。しかし聖母は、それがやって来る時、彼らは全て大人になっているでしょうと私たちに告げられました[3]。
- 1962年7月18日
午前2時頃、4人のうちのひとり、コンチータ・ゴンザレスの部屋に大天使ミカエルが出現(と主張)。家から駆け出たコンチータは道に倒れこむと、長く舌を突き出したまま硬直した。このとき、深夜といえども野次馬たちが待機している状況にあった。が、彼女の舌の上に瞬間的に聖体が現れるのを数名が目撃している。聖体は約2分間、コンチータの舌のうえにあった。幻影などではない証拠に、この様子は写真にも収められている。
- 1965年6月18日　第二のメッセージ[4]
『10月18日の私のメッセージに従った行動が取られてはおらず、それが世界に知らされてもいないので、私はこのメッセージが最後のものであることをあなた方に告げようとしています。前回、さかずきは満たされようとしていました。そして今、それは縁から溢れ出ています。多くの司祭たちは破滅への道を辿っており、彼らと一緒に多くの人々を地獄へ連れて行こうとしているのです。聖なる御聖体の秘跡は、いよいよ軽視されています。私達は、自分達の努力で神のお怒りから免れるべきでしょう。真心をこめて神のお赦しを求めるなら、神はあなた方を赦して下さいます。あなた方の母である私は、大天使ミカエルのとりなしを通じて、あなた方に心を改めるよう告げたいのです。今、あなた方が受けているのは、最後の警告です。私は心から、あなた方を愛しています。ですから、あなた方が罪を宣告されるのに耐えられません。心から赦しを願って下さい。そうすれば、あなた方の願いは聞き入れられます。もっと多くの犠牲を捧げなければなりません。イエスの御受難をじっくりと黙想して下さい』

### 聖母マリアのメッセージを受けた3人の子供たちの証言
- マリ･ローリのインタビュー抜粋
  - 1975年7月27日、「誰もが どこにいても警告を体験する。各自が内的に体験する出来事。神に背いて来た事から来る悲しみと心痛を内的に感じる」
- ヤシンタのインタビュー抜粋
  - 1977年2月、「警告は世界のどこにいても、空中に見られるものとして現れます。それはただちに人々の霊魂の内部に伝わります。それは自分の良心の状態、自分がしてきた良いことと悪いことを見せつけ、私達の霊魂の益となります。警告は全ての人々のためです。神は私たちの救済を願っておられますから。警告は私達が神に近づき、信仰を増すためのものです」
  - 1983年4月16日、「『警告は世の中の状態が最悪の時に起きる』と聖母は告げられました。それは単なる迫害とも違います。多くの人はもはや宗教の教えを実践しませんし」
- コンチータのインタビュー抜粋
  - 罰について コンチータの声明[6]「罰は、人類がマリア様のメッセージに耳を貸し、奇跡を信じるかどうかにかかっています。それが実際に起きるなら、私はそれがどんなものか知っています。マリア様が教えて下さいましたから。でも、(今は)話すことは許されていません。もっと言うなら、わたしはその罰をこの目で見ました。皆さんに保証できることは、罰が下されるときには、それは炎に包まれてしまうというよりも、もっと怖いものです。上も下も炎に囲まれるより、もっと恐ろしいものです。奇跡ののち、神がその罰をお下しになるまでに、どれくらいの時間があるものなのかわたしには分かりません」
  - 1985年9月14日、「警告は神から直接来る。人々はどこにいても世界のいたる所でそれを見る。警告は奇跡にそなえる清めのようなもの。ある種の大異変として訪れ、警告を体験するよりは死んだ方がましとさえ思わせるもの。警告は超自然的現象で、科学では説明できない。見ることも感じることもできる。警告は世界の人々の良心を矯正するもの」